# Dorudon
Dorudon ("kopljozubi") je rod izumrlih bazilosaurida (skupine izumrlih kitova) koji su, u periodu eocena (prije 40,4 i 33,9 milijuna godina), živjeli zajedno s Basilosaurusom. Imali su dužinu od oko 5 m i hranili su se malenim ribama i mekušcima. Dorudon je nastanjivao topla mora u cijelog svijeta. Njegovi fosili mogu se pronaći duž drevnih plaža mora Tetis, u današnjem Egiptu i Pakistanu, kao i u SAD-u, na Novom Zelandu i u Zapadnoj Sahari.

## Taksonomska povijest
Gibbes 1845 je opisao vrstu Dorudon serratus na osnovu jedne zdrobljene donje čeljusti i nekoliko zuba, koji su pronađeni u Južnoj Karolini. Zaključio je da su zubi sigurno pripadali sisavcu jer su imali dva korijena, te da su potekli iz čeljusti mlade jedinke jer su bili šuplji; također je zabilježio i njihovu sličnost zubima koji su se tada vodili kao ostaci roda Zeuglodon (=Basilosaurus). Prilikom istraživanja tipskog lokaliteta Gibbes je otkrio donju čeljust i dvanaest repnih pršljena, za koje je smatrao da se trebaju priključiti rodu Zeuglodon zajedno s izvornim ostacima. Gibbes je zaključio da je rod Dorudon zapravio bio neodrasla jedinka roda Zeuglodon te je zbog toga povukao svoj novi rod. Međutim, dopustio je Louisu Agassizu s Harvarda da pregleda njegove primjerke, te je švicarski profesor odgovorio da to nisu bili zubi mladunca ni roda Zeuglodon, već odvojenog roda, kao što je Gibbes isprva predložio.
Andrews 1906 je opisao vrstu Prozeuglodon atrox (="Proto-Basilosaurus") na osnovu gotovo potpune lubanje, donje čeljusti i tri pršljena, koje mu je predstavio Geološki muzej u Kairu. Kellogg 1936 je, međutim, shvatio da je Andrewsov primjerak bio mladunac i pretpostavio je da je pripadao istoj vrsti kao i Zeuglodon isis, koju je Andrews opisao 1906. godine. Kellogg je također shvatio da je Zeuglodon kao naziv roda nevažeći, pa ga je prekombinirao u Prozeuglodon isis. Od tada su se mnogi primjerci priključivali vrsti Prozeuglodon atrox, uključujući i faktički bilo koji dio kostura, te je postalo očito da je u pitanju odvojeni rod, a ne mladunac "Proto-Zeuglodona".  Kellogg je svrstao nekoliko vrsta roda Zeuglodon, koje su tokom radnog 20. vijeka opisane na osnovu ostataka iz Egipta (uključujući i Z. osiris, Z. zitteli, Z. elliotsmithii i Z. sensitivius), u rod Dorudon. Gingerich 1992 je sinonimizirao te četiri vrste i grupisao ih kao Saghacetus osiris.
Trenutni taksonomski status roda Dorudon zasniva se na reviziji Uhen 2004 tog roda i detaljnog opisa vrste D. atrox. Prije toga je taksonomija roda Dorudon bila u neredu i zasnivala se na ograničenom broju primjeraka.
D. atrox je pronađena u Egiptu, D. serratus u Georgiji i Južnoj Karolini u Sjedinjenim Američkim Državama. Tipična vrsta, D. serratus, zasnivala se i još uvijek se zasniva na dvije nepotpune donje čeljusti s nekoliko zuba, djelićima lubanje i nekoliko pršljena s malo dodatnog materijala, koje je prikupio Gibbes (ali ih nije i opisao), te koje su nakon toga priključene tipičnoj vrsti. Prije Uhena (2004), D. atrox se zasnivala samo na Andrewsovoj holotipnoj lubanji, donjoj čeljusti i nekoliko pršljena koji su im pripadali, ali sada ta vrsta spada među najbolje istražene arheocete.
Dvije poznate vrste roda Dorudon od ostalih se pripadnika Dorudontinae najviše razlikuju po veličini: znatno su veće od Saghacetusa i neznatno veće od roda Zygorhiza, ali se razlikuju i po zubnoj i kranijalnoj morfologiji. Ograničena količina materijala dostupnog za vrstu D. serratus otežava usporedbu dvije vrste tog roda. Uhen je 2004. svrstao D. atrox u isti rod kao i D. serratus zbog sličnosti u veličini i morfologiji, ali su ih zadržali kao odvojene vrste zbog razlika u morfologiji zuba. Iako je D. serratus tipična vrsta, opis roda Dorudon većinom se zasniva na vrsti D. atrox jer je pronađen veći dio njenog kostura. Kranijalna morfologija D. atrox izdvaja ju od svih ostalih arheoceta.

## Opis
Isprva se smatralo da su dorudontini bili mlade jedinke Basilosaurusa, jer su njihovi kosturi slični, ali manji. Kasnije se otkrićem mladunaca Dorudona pokazalo da oni čine odvojen rod. Iako mnogo sliče današnjim kitovima, bazilosaurini i dorudontini nisu imali čeonu izbočinu (melon), koji današnjim kitovima omogućava snalaženje u prostoru pomoću eholokacije. Kao i drugi bazilosauridi, imali su nosnice na pola razdaljine od njuške i vrha glave.
Moguće je da su mladunci Dorudona bili plijen gladnim Basilosaurusima, jer na lubanjama nekih mladih jedinki postoje nezarasli tragovi ujeda.

## U popularnoj kulturi
Dorudon je prikazan u epizodi "Kit ubojica" BBC-jevog dokumentarnog filma Šetnja sa zvijerima, kao i u drugom dijelu serije Morska čudovišta. Prikazani su kao društvene životinje koje žive u grupama, te da su njihovi mladi plijen njihovog srodnika, Basilosaurusa.

## Galerija
- Zubi roda Dorudon
- Zadnji udovi Dorudona, primjer zakržljalih organa; primjerak iz Prirodoslovnog muzeja Smithsonian, Washington, DC
- Vrsta D. atrox, glava, Kanadski muzej prirode (Canadian Museum of Nature)
- Rekonstrukcija kostura vrste Dorudon atrox, pogled odozgo i sa strane

## Vanjske poveznice
- BBC Wildfacts: Dorudon